# Tranås kyrka, Småland
Tranås kyrka är en kyrkobyggnad från 1930 i Tranås. Kyrkan, som tillhör Säby församling, Linköpings stift, är byggd enligt Lars Israel Wahlmans ritningar. 

## Kyrkobyggnaden
Byggnadens förebild är den fornkristna basilikan med ett högt mittskepp och två mindre sidoskepp. I motsats till de flesta kyrkobyggnader är tornet orienterat mot öster. I kyrkans torn hänger tre kyrkklockor.

## Inventarier
- Altartavlan som dominerar koret har tre fält med motiven Jesu samtal med Nikodemus, Jesu korsfästelse samt Jesu himmelsfärd.

### Orgel
- Ursprungliga orgeln tillverkades 1930 av  Åkerman & Lund Orgelbyggeri och hade 28 stämmor och 2 manualer och pedal. Den ombyggdes 1939.
- 1974 byggdes orgeln om av Walter Thürs Orgelbyggeri och utvidgades till 41 stämmor, fördelade på huvudverk, svällverk, bröstverk och pedal. Den har mekanisk traktur och elektrisk registratur. Två fria kombinationer finns till orgeln.

| Huvudverk I         | Svällverk II            | Bröstverk III | Pedal         | Koppel   |  |
| Principal 8’        | Borduna 16’             | Gedackt 8'    | Principal 16’ | I/P      |  |
| Flûte harmonique 8’ | Principal 8’            | Rörflöjt 4'   | Subbas 16’    | II/P     |  |
| Gedackt 8’          | Rörflöjt 8’             | Principal 2'  | Oktava 8'     | III/P    |  |
| Gamba 8’            | Fugara 8’               | Nasat 1 1⁄3'  | Rörgedackt 8' | II/I     |  |
| Oktava 4’           | Voix céleste 8'         | Oktava 1'     | Oktava 4'     | III/I    |  |
| Koppelflöjt 4’      | Oktava 4'               | Regal 16'     | Mixtur IV     | II 16'/I |  |
| Oktava 2'           | Traversflöjt 4'         | Krumhorn 8'   | Basun 16'     |          |  |
| Cornett III         | Nasat 2 2⁄3             | Tremulant     | Trumpet 8'    |          |  |
| Mixtur V-VII        | Waldflöjt 2'            |               | Zinka 4'      |          |  |
| Trumpet 8'          | Ters 1 3⁄5              |               |               |          |  |
|                     | Scharf IV               |               |               |          |  |
|                     | Trompette harmonique 8' |               |               |          |  |
|                     | Oboe 8'                 |               |               |          |  |
|                     | Clarion 4'              |               |               |          |  |
|                     | Tremulant               |               |               |          |  |
|                     | Crescendosvällare       |               |               |          |  |

## Galleri

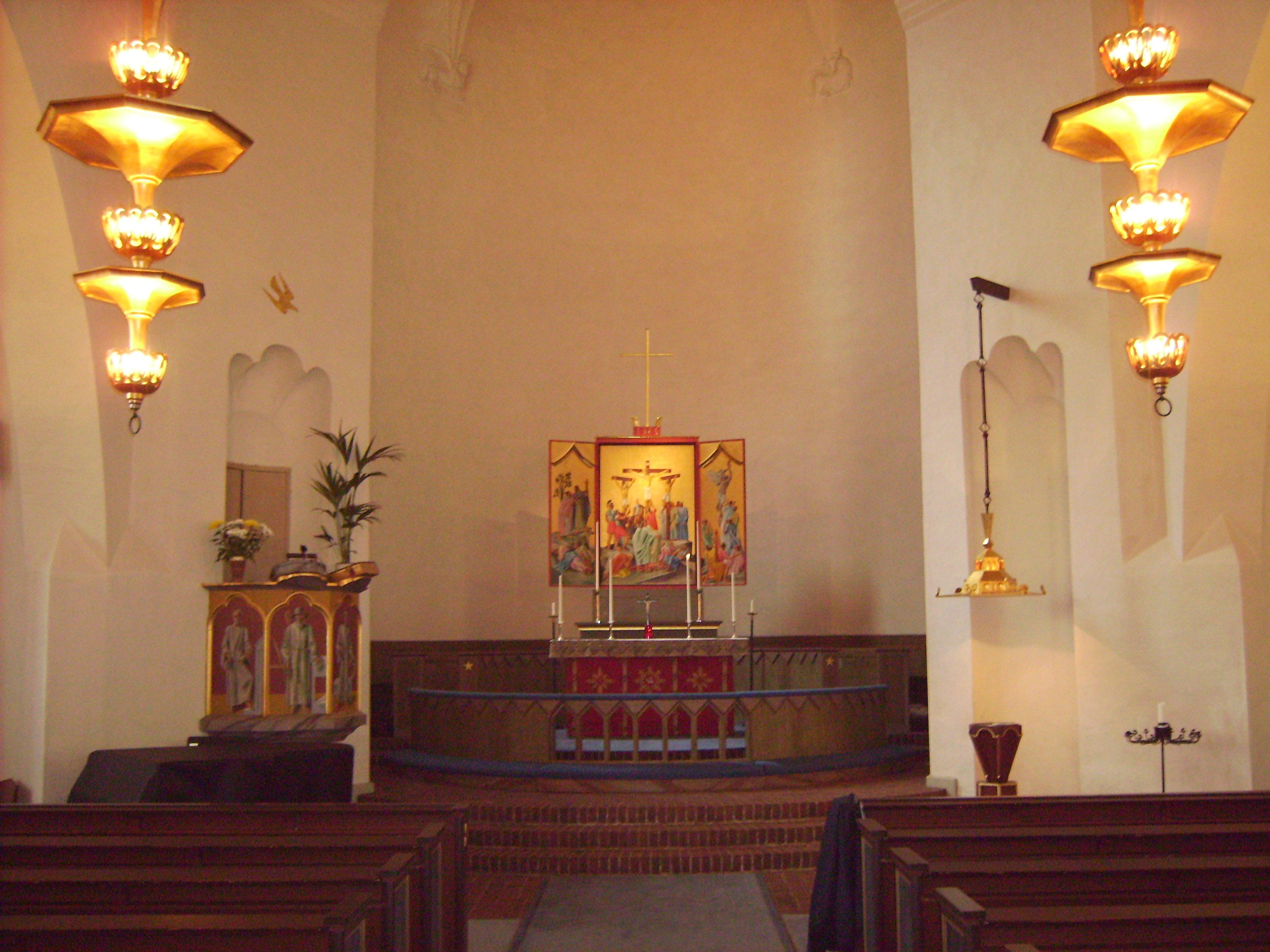
Koret
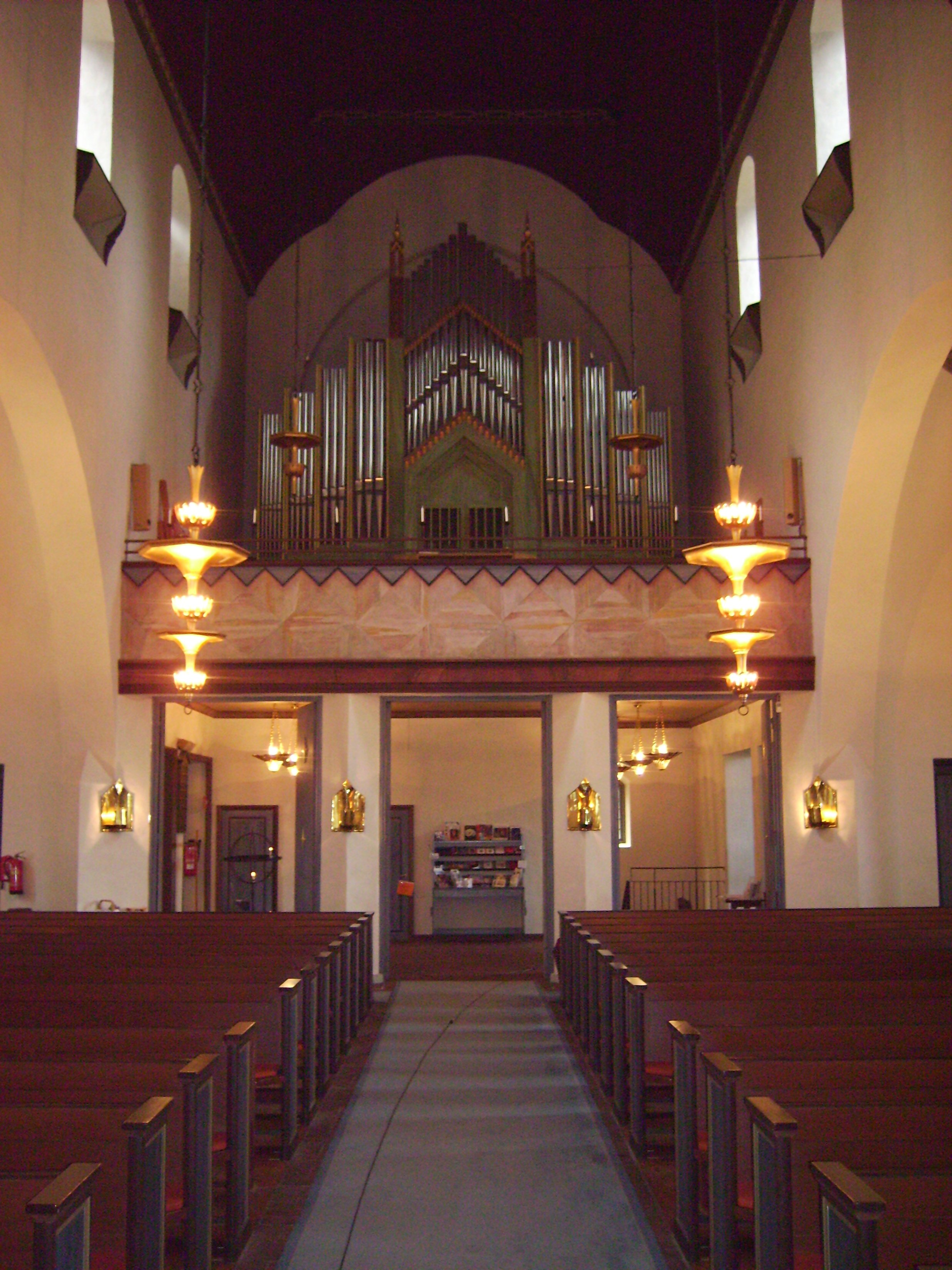
Mittskeppet mot läktaren
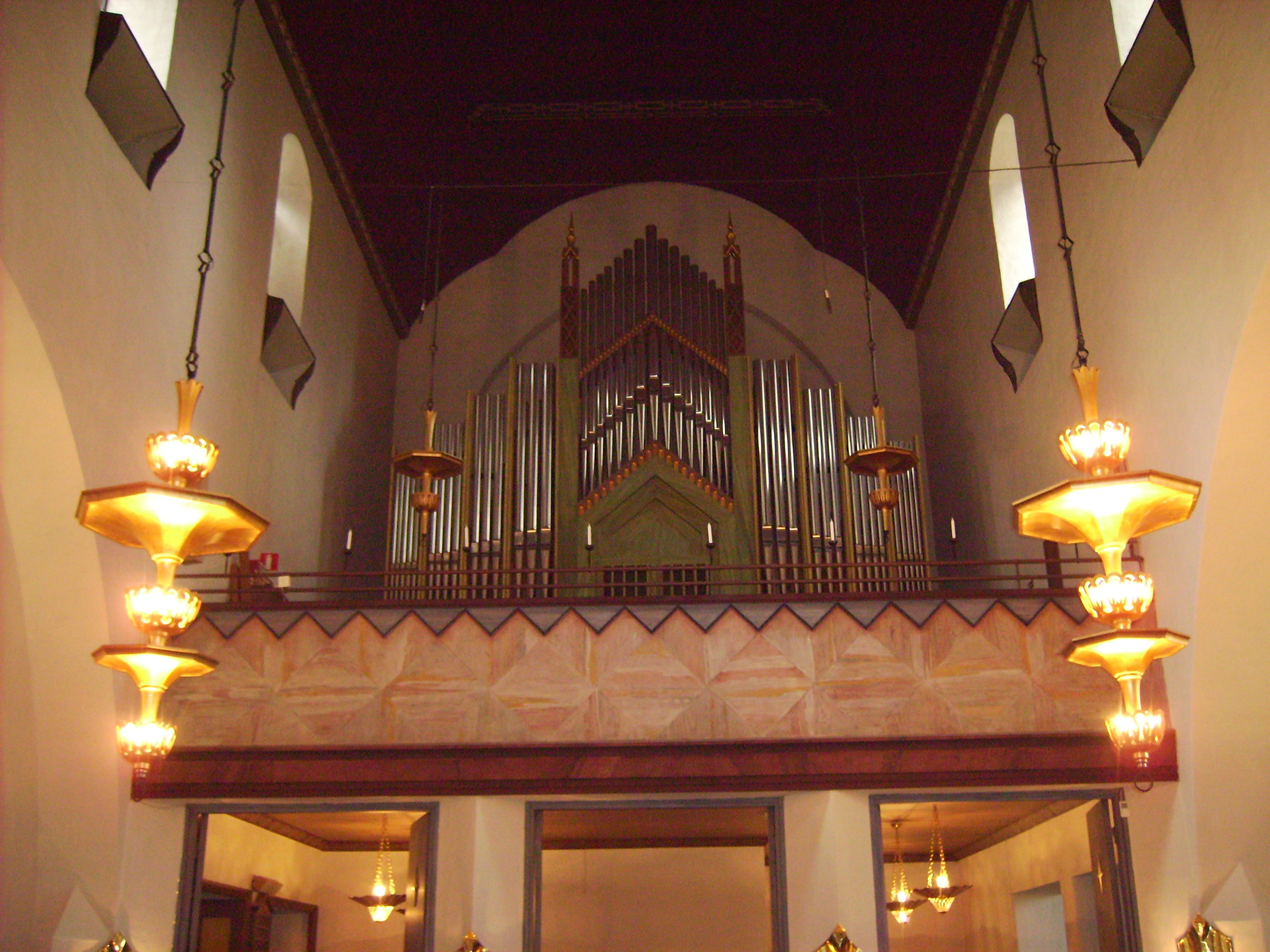
Läktarorgeln
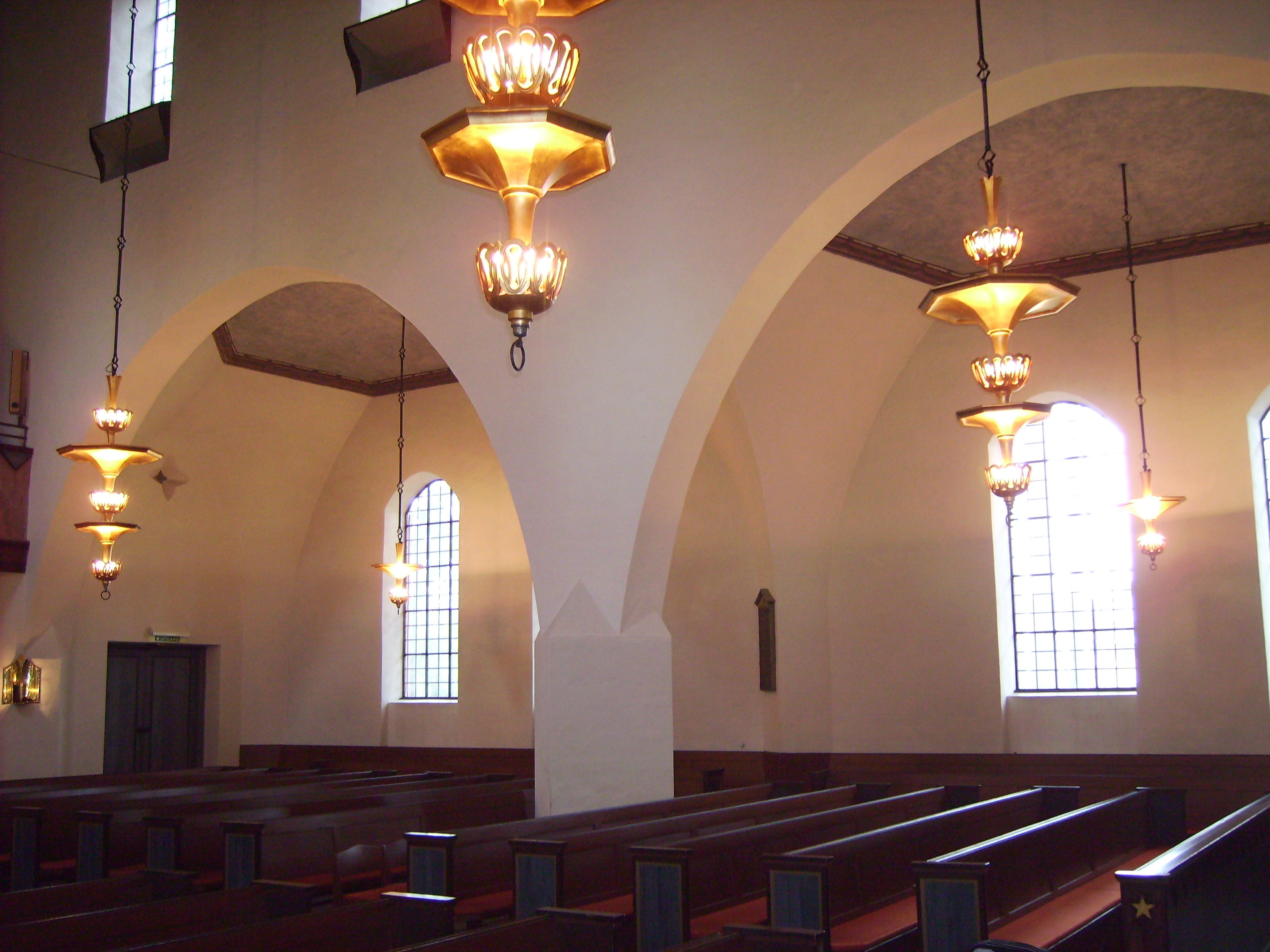
Kyrkorummets valv
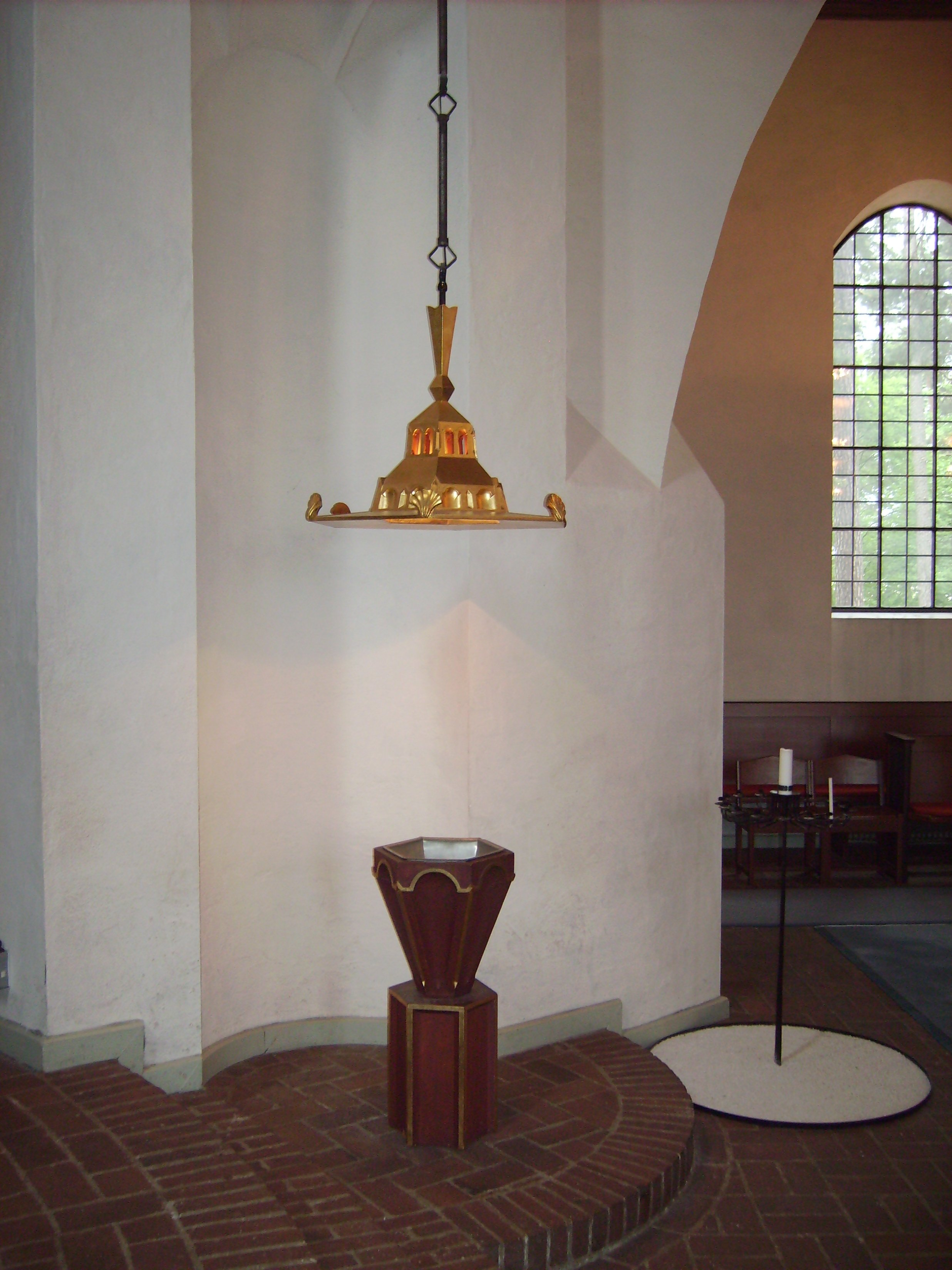
Dopfunten
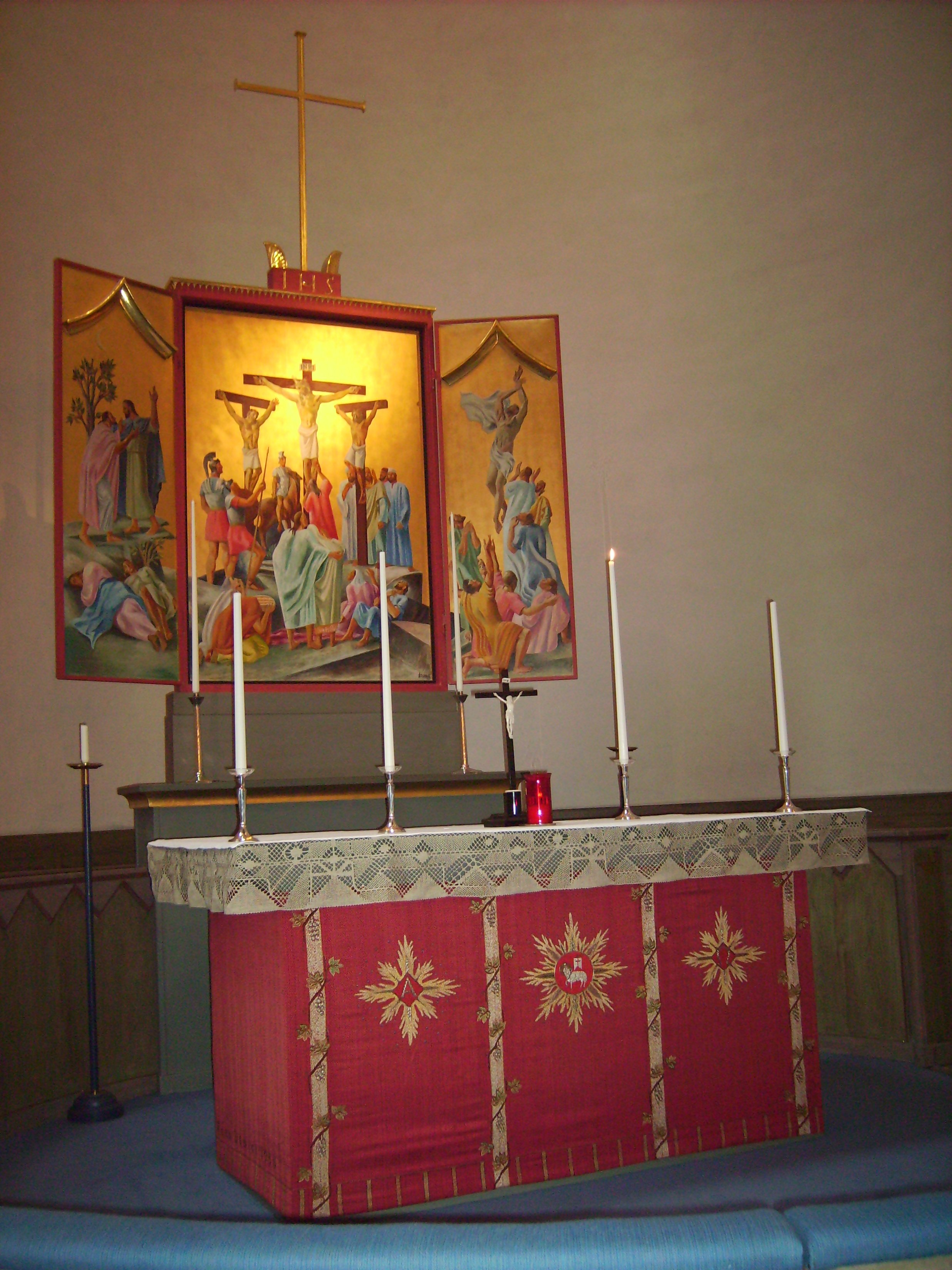
Koret med altartriptyk